# Antiemetikum
Ein Antiemetikum (von altgriechisch ἀντί antí, deutsch ‚gegen‘, und ἐμετικός emetikós, deutsch ‚Erbrechen erregend‘; Mehrzahl Antiemetika) ist ein Medikament, das Übelkeit und Brechreiz unterdrücken soll.

## Indikationen
Antiemetika werden therapeutisch und prophylaktisch eingesetzt
- gegen Reisekrankheit und andere Kinetosen
- gegen Übelkeit und Erbrechen während einer Erkrankung, zum Beispiel einer Gastroenteritis
- gegen Übelkeit und Erbrechen während der Schwangerschaft
- bei Gabe von bestimmten Medikamenten, um Übelkeit und Erbrechen vorzubeugen, etwa in der Notfallmedizin oder im Zusammenhang mit einer Chemotherapie
- gegen operationsbedingte oder durch Anästhetika verursachte[1] postoperative Übelkeit und Erbrechen (PONV)

Antiemetika sind kontraindiziert, wenn der Brechreiz in Form einer Abwehrreaktion des Körpers auftritt und somit aus medizinischer Sicht sinnvoll ist.
Ein Beispiel zur Unterscheidung von Indikation und Kontraindikation (allgemein gehalten, der klinische Einzelfall ist deutlich komplexer und zu berücksichtigen):
- Indikation: Person hat Symptome, die antiemetisch behandelt werden können (vor allem Übelkeit und Erbrechen). Sie wird z. B. seit längerer Zeit mit Chemotherapeutika behandelt. Infektiöse und parasitäre Erkrankungen mit Beteiligung des Magen-Darm-Trakts und/oder gastrointestinale Symptome auslösende, wurden ausgeschlossen (vgl. hierzu auch ICD-Code A00-B99 - 1. Kapitel der ICD-10-GM-2019).

- Kontraindikation: Es wurden infektiöse oder parasitäre Erkrankungen festgestellt oder diverse andere (insbesondere akute und entzündliche) Erkrankungen, bei denen der Brechreiz und/oder verwandte Symptome aus medizinischer Sicht  wichtig sind. Es wird bei leichtem Verlauf in der Regel die körpereigene Ausheilung angenommen. Sind (hoch-)pathogene Erreger die Auslöser, muss antiinfektiös bzw. antiparasitär behandelt werden.

Eine durch akute Intoxikation, also durch eine akute (zentralnervöse) Vergiftung (z. B. durch Brechreiz infolge übermäßigen Alkoholkonsums) hervorgerufene Erkrankung darf nicht antiemetisch behandelt werden, da in diesem Fall die Symptomatik, gegen die behandelt werden will, ein wichtiger Schutzmechanismus des Körpers ist, denn durch den Brechreiz kann der Körper die toxische Substanz loswerden (allerdings nur die Gifte, die sich (noch) im Magen befinden).

## Kontraindikationen
Bei Vergiftungen, z. B. Lebensmittelvergiftungen oder Magen-Darm-Infektionen, kann das Erbrechen (medizinisch) „erwünscht“ sein, um das Gift oder die Gifte aus dem Körper zu eliminieren. In solchen Fällen wäre die Gabe von Antiemetika nicht sinnvoll.
Antiemetika können Übelkeit und Erbrechen nicht verhindern, wenn die Ursache des Erbrechens eine (mechanische) Behinderung der Magen-Darm-Passage ist (beispielsweise beim Ileus oder bei der Pylorusstenose).

## Wirkung
Antiemetika wirken, je nach eingesetzter Substanz, meist an einem oder mehreren Rezeptoren (beispielsweise Rezeptoren für Acetylcholin, Dopamin, Histamin und Serotonin).

## Eingesetzte Wirkstoffe
- H1-Antihistaminika wie Dimenhydrinat, Meclozin, Diphenhydramin, Doxylamin
- Prokinetika: Metoclopramid, Bromoprid, Cisaprid, Domperidon
- Setrone (5-HT3-Rezeptor-Antagonisten): Granisetron, Ondansetron, Tropisetron, Dolasetron, Palonosetron
- Neuroleptika: Sulpirid, Phenothiazine (v. a. Promethazin, Perphenazin, Triflupromazin), Butyrophenone (Haloperidol, Droperidol)
- Anticholinergika (Parasympatholytika): Scopolamin
- Antivertiginosa: Ingwerwurzelstock
- Neurokinin-1-Rezeptorantagonisten: Aprepitant
- Kortikoide: z. B. Dexamethason, u. a. Glucocorticoide
- Sonstige: Benzodiazepine (v. a. Diazepam), Tetrahydrocannabinol (THC), Cannabidiol (CBD), Sauerstoff